# Aisling Franciosi
Aisling Franciosi, née le 6 juin 1993 à Dublin, est une actrice irlando-italienne.

## Biographie
Aisling Franciosi naît en 1993 à Dublin. Son père est italien et sa mère irlandaise. Elle grandit à Dublin. Parlant anglais et italien, elle étudie l'espagnol et le français au Trinity College.

## Carrière
En 2012, Aisling Franciosi débute comme actrice à la télévision en prenant part à un épisode de la série télévisée Trivia. Elle intègre l'année suivante le casting de la série policière The Fall et prend part aux trois saisons aux côtés de Gillian Anderson, Jamie Dornan et Colin Morgan.
En 2014, elle débute au cinéma en jouant un rôle secondaire dans le drame Jimmy's Hall de Ken Loach et joue à la télévision dans la mini-série policière Quirke qui est réalisé d'après les romans noirs de l'écrivain irlandais Benjamin Black. Elle apparaît également en apprentie magicienne dans le court-métrage Ambition de Tomasz Bagiński (en) réalisé pour l'Agence spatiale européenne afin de promouvoir la mission spatiale Rosetta et son atterrissage sur la comète 67P/Tchourioumov-Guérassimenko..
En 2015, Franciosi intègre pour la deuxième saison le casting de la série télévisée Legends. Cette série policière est réalisée d'après le roman Légendes (Legends : A Novel of Dissimulation) de l'écrivain américain Robert Littell. Elle participe également à un épisode de la série Les Enquêtes de Vera (Vera).

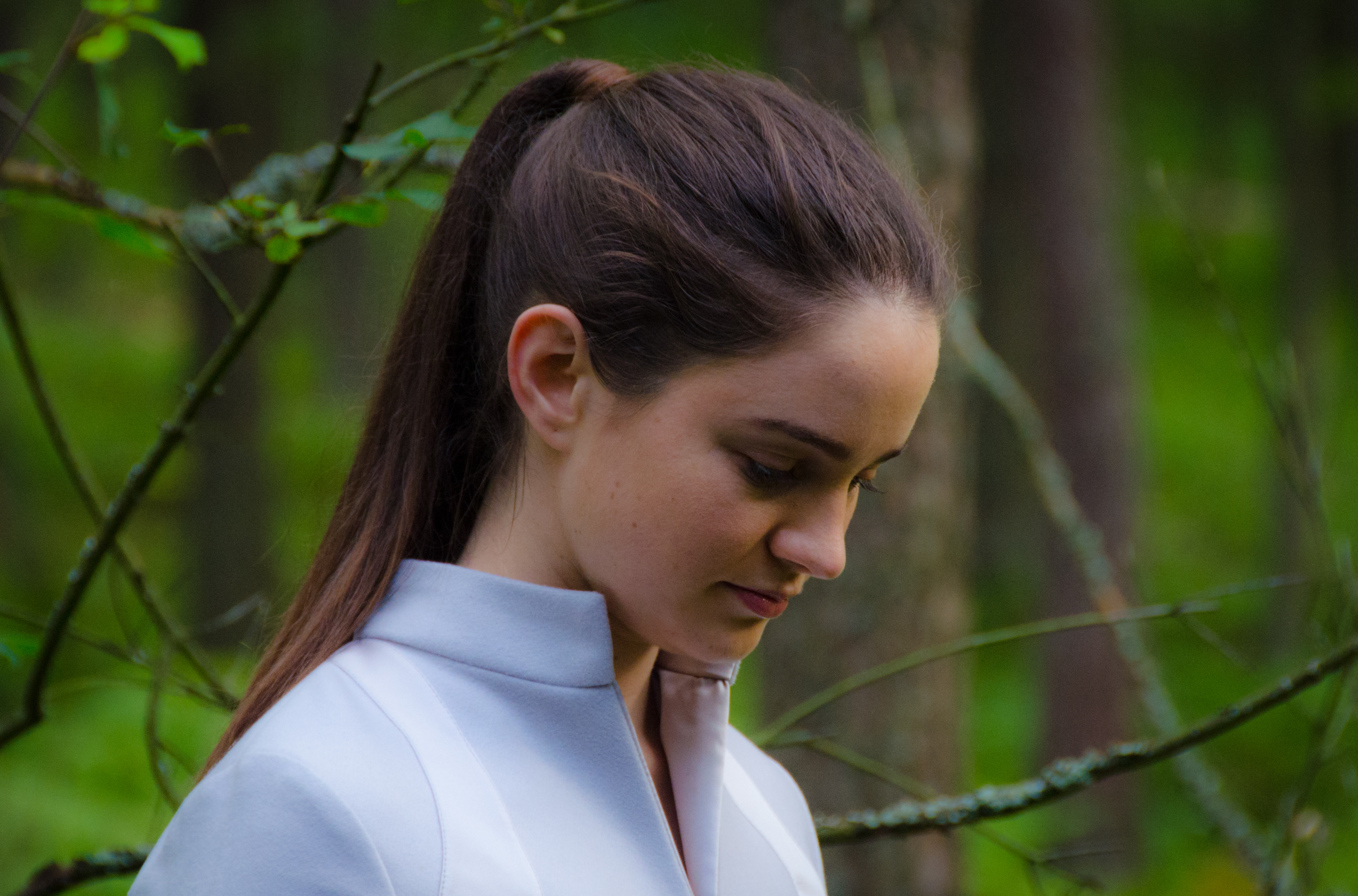
Aisling Franciosi en 2016, dans le court métrage Ambition, réalisé par Maciej Jackiewicz.

En 2016, elle joue le personnage de Lyanna Stark dans un épisode de la sixième saison de Game of Thrones, rôle qu'elle reprend l'année suivante pour un épisode.
En 2017, elle joue l'un des personnages principaux de la mini-série policière Clique. 
En 2018, dans The Nightingale, de Jennifer Kent, elle incarne une jeune prisonnière de la colonie pénale de la Terre de Van Diemen qui cherche à se venger de soldats et d'officiers ayant assassiné sa famille (elle chante pour l'occasion des airs traditionnels gaéliques). Elle intègre aussi le casting de la deuxième saison de la série télévisée Genius pour jouer le rôle de Fernande Olivier, la compagne de Pablo Picasso entre 1904 et 1909.
En février 2019, Aisling Franciosi remporte un Shooting Stars lors de la Berlinale.

## Filmographie

### Cinéma

#### Longs métrages
- 2014 : Jimmy's Hall de Ken Loach : Marie
- 2018 : The Nightingale de Jennifer Kent : Clare
- 2020 : Home de Franka Potente : Delta Flintow
- 2021 : Impardonnable (The Unforgivable) de Nora Fingscheidt : Katherine Malcolm
- 2022 : God's Creatures de Saela Davis et Anna Rose Holmer : Sarah Murphy
- 2023 : The Last Voyage of the Demeter d'André Øvredal : Anna
- 2023 : Stopmotion de Robert Morgan : Ella Blake
- 2024 : Speak No Evil de James Watkins : Ciara
- 2025 : Twinless de James Sweeney (en) :

#### Courts métrages
- 2014 : Ambition de Tomasz Bagiński (en) : L'apprentie

### Télévision

#### Séries télévisées
- 2012 : Trivia : Trish
- 2013-2016 : The Fall : Katie Benedetto
- 2014 : Quirke : Phoebe Griffin
- 2015 : Legends : Kate Crawford
- 2015 : Les Enquêtes de Vera (Vera) : Sigourney O'Brien
- 2016-2017 : Game of Thrones : Lyanna Stark
- 2017 : Clique : Georgia Cunningham
- 2018 : Genius : Fernande Olivier
- 2020 : I Know This Much Is True : Dessa jeune
- 2021 : Black Narcissus : Sœur Ruth

## Distinctions
- 2015 : Irish Film and Television Awards : Meilleure actrice dans un rôle secondaire pour la seconde saison de The Fall[6]
- 2019 : Berlinale : Shooting Stars de la Berlinale